# Jean-Noël Carpentier
Pour les articles homonymes, voir Carpentier.
Jean-Noël Carpentier, né le 9 décembre 1969 à Nanterre (Hauts-de-Seine) et mort le 20 novembre 2024 à Argenteuil, est un homme politique français. Membre du Mouvement des progressistes (MDP), il est maire de Montigny-lès-Cormeilles depuis 2009 jusqu’à sa mort et député du Val-d'Oise de 2012 à 2017.

## Biographie

### Élections municipales de 2008
Cadre du secteur privé, Jean-Noël Carpentier est élu conseiller municipal de Montigny-lès-Cormeilles, le 16 mars 2008 ; il est alors en 15e position sur la liste conduite par Robert Hue. Sept mois plus tard, il devient premier adjoint, à la suite de la démission de Gilles Pollastro puis, en mars 2009, Robert Hue (qui vient de créer le Nouvel espace progressiste ou NEP) démissionne de son mandat de maire et laisse la place à Jean-Noël Carpentier.

### Mouvement des progressistes
En 2009, il participe à la création du Mouvement unitaire progressiste, qui devient en 2014 le Mouvement des progressistes (MDP), dont il est aujourd'hui le porte-parole. Se revendiquant pragmatique, le Mouvement des progressistes se veut à l'avant-garde du progrès social.

### Élections législatives de 2012
En 2012, le Mouvement unitaire progressiste ou MUP (anciennement NEP) soutient François Hollande à l'élection présidentielle. Lors des élections législatives qui suivent, en juin 2012, Jean-Noël Carpentier se présente dans la troisième circonscription du Val-d'Oise (dont dépend Montigny-lès-Cormeilles) qui est détenue depuis 1993 par l'UMP Jean Bardet. Il bénéficie de l'investiture du Parti socialiste (PS) du Parti radical de gauche (PRG) et du Mouvement républicain et citoyen (MRC).
Mais ceci crée un « duel fratricide » avec le candidat du Front de gauche Alain Feuchot.
Jean-Noël Carpentier arrive en tête du premier tour avec 33,4 %, contre 31,1 % au député sortant. Au second tour, il s'impose avec 52,1 % des suffrages. Premier député de gauche de cette circonscription depuis 1993, il siège à l'Assemblée nationale au sein du groupe Radical, républicain, démocrate et progressiste (RRDP) et de la commission des Affaires sociales. Mais dès septembre 2012, Garance Yayer, suppléante PS, s’étonne de voir ce dernier s’éloigner « si rapidement des engagements de campagne de François Hollande qu'il avait pourtant pleinement repris à son compte pendant la campagne ».

### Élections municipales de 2014
La campagne des élections municipales de 2014 se tient dans un climat jugé tendu et délétère. Dès octobre 2013, la section du Parti communiste français de Montigny vote en faveur de la constitution d’une liste du Front de gauche indépendante. En janvier, un adjoint socialiste rejoint la liste d'opposition soutenue par l'UMP.
À l’issue du premier tour, la liste de Jean-Noël Carpentier arrive en tête (46 %), devant celle de l’UMP (42 %) et la liste communiste (12 %). En vue du second tour, les communistes rejoignent la liste d'union de la gauche. Les résultats sont très serrés : Jean-Noël Carpentier l’emporte avec seulement 12 voix d'avance sur la droite (huit voix après décision du tribunal administratif).
Des divergences d'opinion apparaissent rapidement au sein de la majorité et le projet d'aménagement de la « ZAC de la gare » cristallise les tensions, avec l'expulsion de l'union locale CGT du logement qu'elle occupait gracieusement depuis 2010,.

### Élections législatives de 2017
En décembre 2016, Jean-Noël Carpentier est candidat à sa propre succession et souhaite présenter « une candidature d'union », mais c'est finalement Nelly Léon (conseillère municipale à Herblay) qui obtient l'investiture du PS.
En mai 2017, il choisit finalement de ne pas se représenter et de conserver son mandat de maire (décision prise à la suite de la nouvelle loi sur le cumul des mandats). Il pousse à sa place la candidature de son amie Cécile Rilhac, qui est membre à la fois du Mouvement des progressistes et de La République en marche.

### Élections municipales de 2020
Jean-Noël Carpentier est candidat pour un troisième mandat à la mairie de Montigny-lès-Cormeilles en 2020. Il bénéficie du soutien du Mouvement des progressistes, du Parti Socialiste et de celui de La République en marche.
La députée LREM Cécile Rilhac est d'ailleurs présente sur sa liste. À l’issue du premier tour, il est en ballottage favorable avec 47,9 % des suffrages face à trois autres listes. Au second tour, reporté en raison de la pandémie de maladie à coronavirus, il l’emporte avec 54,5 % des voix.

### Maladie et mort
Le 20 novembre 2024, il meurt des suites d'un cancer du poumon, à l'âge de 54 ans. Il avait annoncé le 15 novembre souffrir d'un cancer.

## Détail des mandats et fonctions
- Député de la 3e circonscription du Val-d'Oise, du 20 juin 2012 au 20 juin 2017.
- Conseiller municipal de Montigny-lès-Cormeilles (Val-d'Oise), du 16 mars 2008 au 16 mars 2009.
- Maire de Montigny-lès-Cormeilles (Val-d'Oise), du 16 mars 2009 au 20 novembre 2024.
- Cinquième vice-président de la communauté d'agglomération du Parisis.